# Utopiales
Utopiales est un festival international de science-fiction, créé par Bruno della Chiesa au Futuroscope de Poitiers en 1998. Le nom d'origine du festival, Utopia, avait été initialement suggéré par Christian Grenier.
Renommé « Utopiales » en 2001, le festival se déroule à la Cité des congrès de Nantes depuis l'an 2000 (habituellement sur quatre jours au début du mois de novembre).
Présidé la première année par Mireille Rivalland, puis par Pierre Bordage de 2001 à 2011.
Aujourd'hui, Roland Lehoucq en est le président (depuis 2012) et Axelle Roze la directrice. La direction littéraire a été successivement assurée par Ugo Bellagamba puis Jeanne-A Debats jusqu'en 2023. En 2024, la programmation littéraire est confiée à un comité composé de quatre personnes : Nicolas Martin, Floriane Soulas, Yann Olivier et Eva Sinanian.

## Historique
À la fois manifestation grand public et rassemblement de professionnels, Utopiales est considéré comme le plus grand festival de science-fiction d'Europe, et devient en 2023 l'événement le plus important autour de la science-fiction au niveau mondial devant le Comic Con de San Diego,.
La particularité de la manifestation est de mêler sciences, littérature, cinéma, bande dessinée, arts plastiques, jeux vidéo et jeux de rôles dans le même espace.
De nombreux invités de marque ont été présents au festival depuis sa création : Jack Vance, Christopher Priest, James Morrow, Orson Scott Card, Andreas Eschbach, Robert Silverberg, Frederik Pohl, Norman Spinrad, Michael Moorcock, William Gibson, Ray Harryhausen, Kim Stanley Robinson, Enki Bilal, Bernard Werber, Terry Pratchett, Neil Gaiman, Brandon Sanderson, Rintarō, et beaucoup d'autres, dont la quasi-totalité des auteurs et autrices francophones du genre.
Le festival se déroule habituellement sur quatre jours (cinq pour les éditions 2016 à 2018), auxquels s'ajoute une demi-journée supplémentaire dédiée au public scolaire depuis 2012.
Depuis 2007, la  journée « Manga-Tan », organisée en collaboration avec la Semitan, clôture le festival le dimanche après-midi, par un concours de cosplay (arrêté en 2019) et la projection d'un anime japonais inédit.
À partir de 2015, certaines conférences sont filmées et retransmises sur la chaîne Ideas in Science.
Le Lieu unique accueille l'Université Éphémère des Utopiales de 2018 à 2021, puis ouvre une deuxième salle de conférence au festival à partir de 2022.
En octobre 2020, en raison de la crise sanitaire liée au Covid-19, la vingt-et-unième édition est annulée.
Face au succès grandissant du festival et à l'affluence record de l'édition 2019, deux nouveaux espaces sont ouverts au public à partir de l'édition 2021 : l'Espace CIC Ouest et le grand auditorium de la Cité des congrès, renommé « Salle 2001 » pour l'occasion.

## Éditions
| Année | Thème                                | Illustration affiche   | Président          | Direction artistique                                        | Fréquentation    |
| ----- | ------------------------------------ | ---------------------- | ------------------ | ----------------------------------------------------------- | ---------------- |
| 2000  |                                      | Enki Bilal             | Mireille Rivalland | Bruno della Chiesa                                          |                  |
| 2001  | Fin de l'odyssée ?                   | Patrick Woodroffe      | Pierre Bordage     | Patrick Gyger                                               | 20 000           |
| 2002  |                                      | Jean-Claude Mézières   | Pierre Bordage     | Patrick Gyger                                               | 28 000           |
| 2003  | Les nouveaux voyages extraordinaires | Deak Ferrand           | Pierre Bordage     | Patrick Gyger                                               | 30 000           |
| 2004  | L'utopie                             | Stephan Martinière     | Pierre Bordage     | Patrick Gyger                                               | 37 000           |
| 2005  | Jules Verne                          | Jean Giraud            | Pierre Bordage     | Patrick Gyger                                               | 37 000           |
| 2006  | Invaders from Marx !                 | Richard Raaphorst      | Pierre Bordage     | Anaïs Emery (NIFF)                                          | 38 000           |
| 2007  | Les climats                          | Luc Schuiten           | Pierre Bordage     | Association du festival                                     | 40 000           |
| 2008  | Les réseaux                          | Fred Blanchard & Yoann | Pierre Bordage     | Association du festival                                     | 40 000           |
| 2009  | Des mondes meilleurs                 | James Gurney           | Pierre Bordage     | Association du festival                                     | 40 000,          |
| 2010  | Les frontières                       | Philippe Druillet      | Pierre Bordage     | Association du festival                                     | 42 000,          |
| 2011  | Histoire(s)                          | Greg Broadmore         | Pierre Bordage     | Association du festival                                     | 46 000,          |
| 2012  | Origines                             | Nicolas Fructus        | Roland Lehoucq     | Ugo Bellagamba                                              | 50 000           |
| 2013  | Autre(s) monde(s)                    | Vincent Callebaut      | Roland Lehoucq     | Ugo Bellagamba                                              | 60 000           |
| 2014  | Intelligence(s)                      | Chris Foss             | Roland Lehoucq     | Ugo Bellagamba                                              | 60 000           |
| 2015  | Réalité(s)                           | Manchu                 | Roland Lehoucq     | Ugo Bellagamba                                              | 65 000           |
| 2016  | Machine(s)                           | Denis Bajram           | Roland Lehoucq     | Jeanne-A Debats                                             | 82 000,          |
| 2017  | Temps                                | Laurent Durieux        | Roland Lehoucq     | Jeanne-A Debats                                             | 90 000           |
| 2018  | Corps,                               | Beb-Deum               | Roland Lehoucq     | Jeanne-A Debats                                             | plus de 90 000   |
| 2019  | Coder / Décoder                      | Mathieu Bablet         | Roland Lehoucq     | Jeanne-A Debats                                             | 100 000          |
| 2020  | Traces                               | Alex Alice             | Roland Lehoucq     | Jeanne-A Debats                                             | édition annulée, |
| 2021  | Transformations                      | Alex Alice             | Roland Lehoucq     | Jeanne-A Debats                                             | 75 000           |
| 2022  | Limite(s)                            | Marc-Antoine Mathieu   | Roland Lehoucq     | Jeanne-A Debats                                             | 108 000          |
| 2023  | Transmission(s)                      | Elene Usdin            | Roland Lehoucq     | Jeanne-A Debats                                             | 141 538,         |
| 2024  | Harmonie                             | Emil Ferris            | Roland Lehoucq     | Nicolas Martin, Floriane Soulas, Yann Olivier, Eva Sinanian | 153 000,         |
| 2025  | Singularité                          |                        |                    |                                                             |                  |

## Anthologie
Une première anthologie, intitulée Utopia 1, publiée en 1999 par la revue Galaxies, regroupe quatorze nouvelles écrites par les auteurs présents à Utopia 98, ainsi que de nombreux articles et comptes rendus de tables rondes.
Une anthologie annuelle, sous la direction de Bruno della Chiesa, a ensuite été publiée de 2000 à 2006 par L'Atalante, sous le titre UTOPIÆ. Les soixante-dix nouvelles publiées dans le cadre de ces sept anthologies, provenant de quarante pays, sont l'œuvre de soixante-dix auteurs différents s'exprimant dans vingt langues originales différentes.
Depuis 2009, l'anthologie officielle des Utopiales est réalisée par les éditions ActuSF.
Depuis 2018 paraît également, en parallèle, une anthologie jeunesse intitulée Les Utop' jeunesse.
À la suite de la fermeture de la maison d’édition ActuSF en septembre 2023, seule l'anthologie adulte a été publiée par les éditions de L'Atalante.

## Cinéma
Absente des deux premières éditions au Futuroscope de Poitiers, la programmation cinéma est inaugurée en 2000 par Daniel Toscan du Plantier et Louisa Maurin, avant d'être confiée à deux membres du NIFFF jusqu'en 2006,, puis Jean-Marc Vigouroux de 2007 à 2009. Depuis 2010, la programmation cinéma est assurée par le fondateur et délégué général de L'Étrange Festival, Frédéric Temps.
Les séances se déroulent généralement dans la salle 800 de la Cité des Congrès, renommée pour l'occasion salle Dune, et en salle 450 (Solaris), auxquelles est ajoutée une troisième salle de 300 places depuis 2012 (salle Hal, devenue salle Tschaï en 2015), permettant ainsi d'offrir aux spectateurs une capacité totale de 1 550 places.
En 2011, trois films en compétition ont été projetés au Gaumont de Nantes, mais rompant avec l'unité de lieu qui prévalait jusque-là, cette expérimentation n'a pas été renouvelée par la suite.
En plus de la compétition internationale de courts et de longs métrages qui se déroulent chaque année, une sélection de films est proposée dans le cadre d'une rétrospective liée au thème de l'édition, auxquels s'ajoutent en fonction des années, des séances spéciales (depuis 2010), des cartes blanches données à l'invité d'honneur (Dave McKean en 2012, Max Brooks en 2013, Chris Foss en 2014, Rintarō en 2022), et des projections de documentaires.
À partir de l'édition 2023, l'accès aux séances cinéma des salles Dune et Solaris s'effectue sur réservation et présentation d'un QR code, le reste du festival restant librement accessible en fonction des places disponibles.
- Compétition internationale de longs métrages

Le Grand prix du jury est décerné chaque année au meilleur long métrage de la sélection. Le public vote également à l'issue de chaque projection pour élire son film coup de cœur.
- Compétition internationale de courts métrages

Membre de la Fédération Européenne des Festivals de Film Fantastique de 2003 à 2009, les Utopiales ont décerné durant cette période le prix du Méliès d'argent, permettant au lauréat de concourir pour le Méliès d'or du meilleur court métrage fantastique ou de science-fiction européen.
Face au succès grandissant de ces séances, une deuxième session a été ajoutée en 2010, puis une troisième en 2015 et une quatrième à partir de 2017 (jusqu'à cinq sessions pour l'édition 2018), totalisant près de 400 œuvres présentées au public au fil des éditions.
Exclusivement française entre 2003 et 2005, la sélection de courts métrages est devenue européenne jusqu'en 2013, puis internationale à partir de 2014.
- Rétrospective

Une sélection de longs métrages faisant référence au thème de l'édition est proposée chaque année en complément des films sélectionnés.

## Récompenses décernées
- Cinéma
  - Grand prix du Jury du meilleur film (depuis 2000)
  - Méliès d'argent du court métrage (depuis 2003)

- Littérature
  - Prix européen Utopiales des pays de la Loire (depuis 2007)
  - Prix Utopiales européen jeunesse (depuis 2011)
  - Prix de la meilleure bande dessinée de science-fiction
  - Prix Julia-Verlanger (depuis 2003)
  - Prix Joël-Champetier (depuis 2016)
  - Prix Extraordinaire des Utopiales (depuis 2015)

- Autres prix
  - Prix du meilleur scénario de jeu de rôle
  - Prix du meilleur jeu vidéo réalisé à la Game Jam

- Précédentes récompenses
  - Prix Utopia (1998-2005)
  - Grand prix de l'Imaginaire (2000-2010)
  - Prix Planète SF des blogueurs (2011-2016)

## Photographies

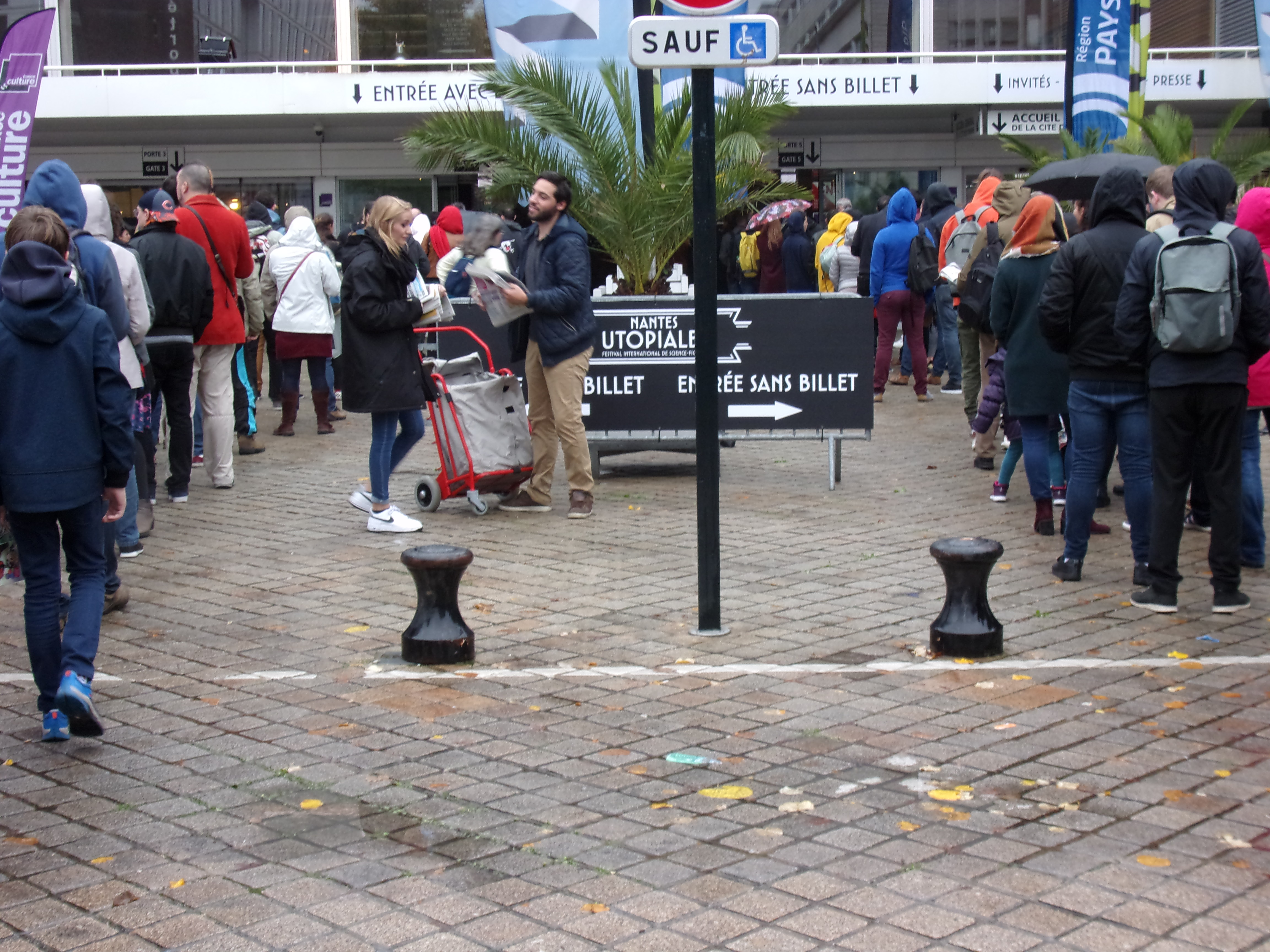
Attente devant le parvis du palais des congrès (Utopiales 2019).
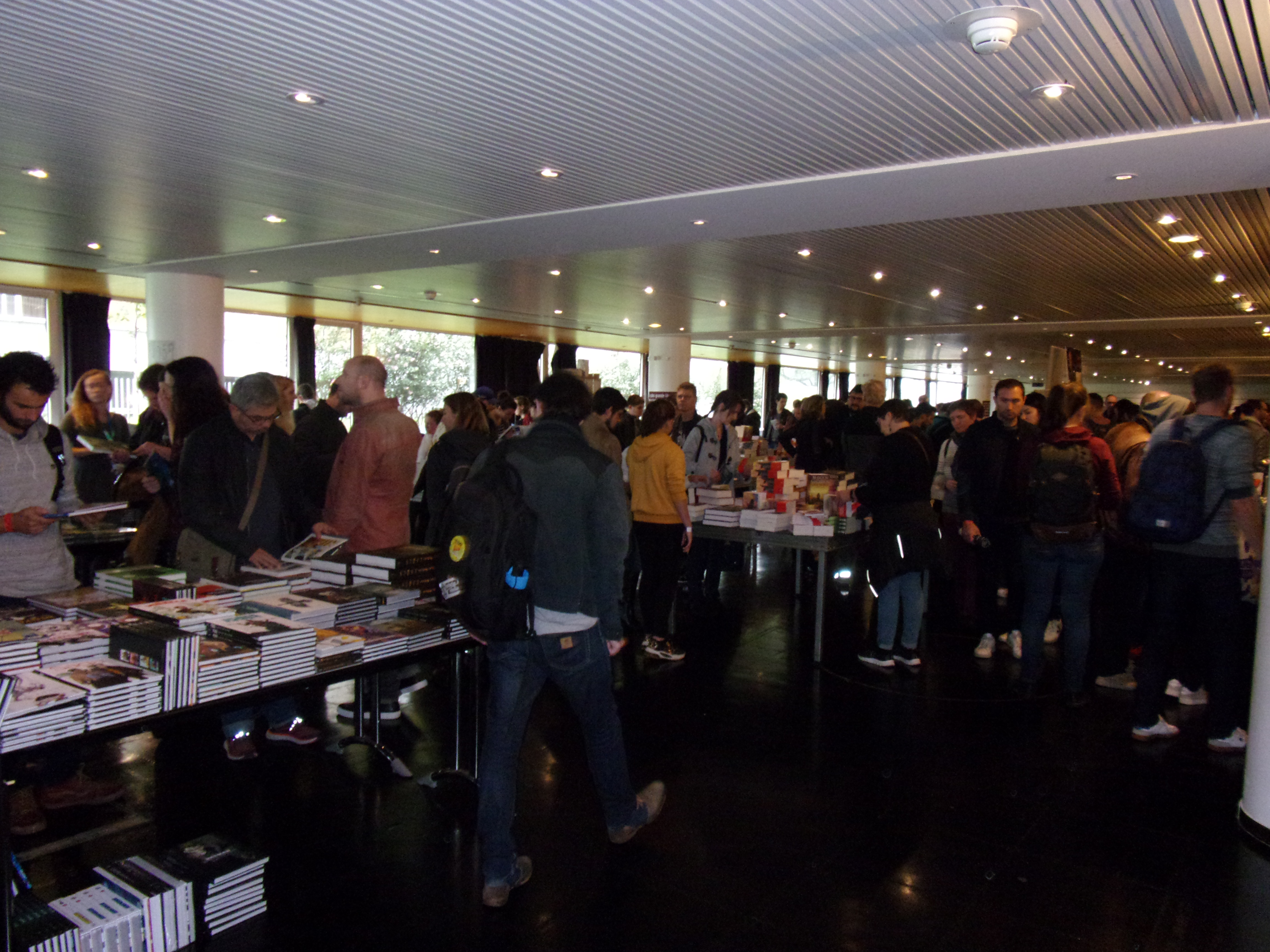
Salle d'achat des livres (Utopiales 2019).
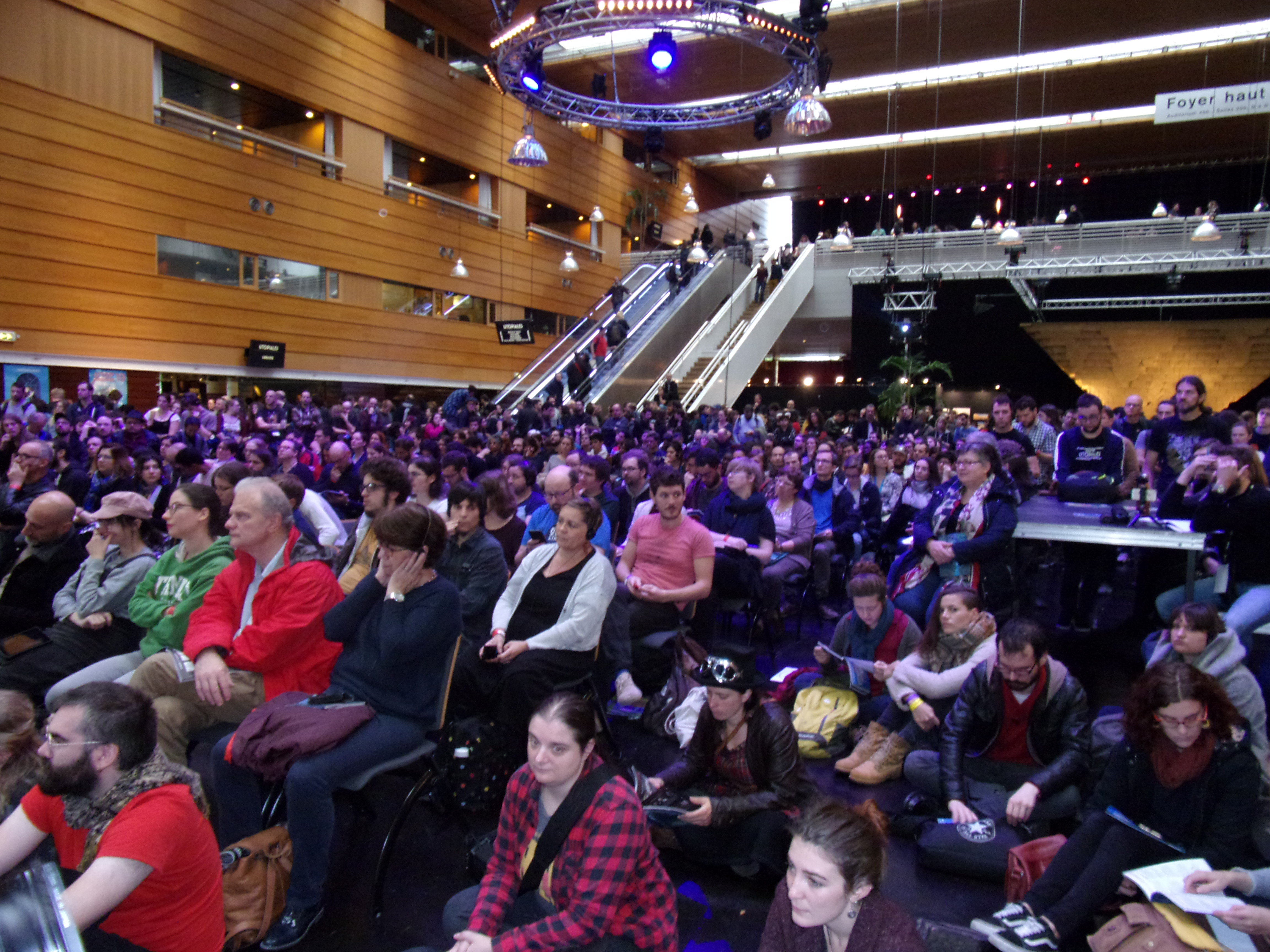
Grande salle (Utopiales 2019).